# Melanagromyza obtusa
Melanagromyza obtusa är en tvåvingeart som först beskrevs av Malloch 1914.  Melanagromyza obtusa ingår i släktet Melanagromyza och familjen minerarflugor. Inga underarter finns listade i Catalogue of Life.